# Langham (Saskatchewan)
Langham es un pueblo canadiense situado en la provincia de Saskatchewan.

## Superficie
Langham tiene una superficie de 4,27 km².

## Demografía
En 2021, tenía 1518 habitantes, una densidad poblacional de 355,1 hab./km², y 589 viviendas.